# Monika
Monika je  žensko osebno ime.

## Izvor imena
Ime Monika izhaja verjetno iz italijanskega imena Monica, tudi Monnica. To bi lahko povezali z italijansko besedo monica, ki je sarinska ali narečna oblika besede monaca v pomenu »nuna, redovnica«. Nekateri pa ime Monika povezujejo z latinskim osebnim imenom Monna, ki mu ustreza ataroitalijansko mona, monna v pomenu »mati, nevesta«, nastalo iz madonna, in naj bi bilo kot mamma, nona ritmična tvorba otroškega jezika.

## Različice imena
Monka, Mona, Moni, Monica, Monija, Monja

## Tujejezikovne različice imena
- pri Angležih, Italijanih Norvežanih: Monica

## Pogostost imena
Po podatkih Statističnega urada Republike Slovenije je bilo na dan 31. decembra 2007 v Sloveniji število ženskih oseb z imenom Monika: 3.664. Med vsemi ženskimi imeni pa je ime Monika po pogostosti uporabe uvrščeno na 73. mesto.

## Osebni praznik
V koledarju je ime Monika zapisano 27. avgusta (Monika, mati sv. Avguština, † 27.avg. leta 387).

## Zanimivost
Monika je tudi ime italijanske svetnice iz 4. st., ki je bila mati sv. Avguština, cerkvenega učitelja in pisatelja.. Njene relikvije hranijo v cerkvi sv. Avguština v Rimu. Velja za zavetnico žensk in mater ter za zavetnico vzgojiteljic porednih otrok.

## Znane osebe
Monika Seleš, teniška igralka 

Monika Pavlovič, pisateljica